# 米卦
米卦為華人民間的起卦方式之一。通常之法則是：問卜人抓米三次，分放三處。第一次所抓米粒撿出八之倍數，所餘數即為下卦。第二次除卻八倍數之餘數為上卦。第三次米數量除六倍數即變爻。依此成本卦及其變卦，再憑卦爻辭、卦象解讀，藉以判斷出吉凶禍福成敗。
米卦這種隨機取三個數的起卦法，和傅佩榮書中所說的「數字卦」，以及日本易學家高島吞象的「略筮法」其原理相同，皆可追溯至梅花易數的先天卦。不過米卦或數字卦，通常是以第一數為下卦，第二數為上卦（這是仿照易蓍或金錢卦求卦，從下面初爻往上至六爻，於是求經卦也從下卦開始；但是梅花易數求經卦，與此不同，直接以第一數為上卦）。梅花易數的先天卦則是以第一數為上卦，第二數為下卦。高島吞象的略筮法也是以第一數為上卦，第二數為下卦。